# Болшевик (остров)
Болшевѝк (на руски: Остров Большевик) е най-южният и 2-ри по големина остров от архипелага Северна Земя, разположен между Карско море на запад и море Лаптеви на изток. Административно влиза в състава на Красноярски край на Русия.
Островът има форма на триъгълник, като на юг широкият 56 km проток Вилкицки го отделя от континента, на северозапад протока Шокалски (ширина 20 km) го отделя от най-големия остров в архипелага Октомврийска революция, а на югоизток протока Евгенов – от остров Старокадомски. Площ 11 312 km2. Бреговете му са силно разчленени. На северното крайбрежие, дълбоко на юг (на 60 km) се вдава залива Ахматов, а други по-големи заливи са Микоян (на северозапад) и фиорда Телман (на запад). Изграден е основно от протерозойски метаморфни шисти, пясъчници и гранитоиди. Преобладават ниските платообразни възвишения (максимална височина 935 m), преминаващи към южното крайбрежие в хълмисти равнини. Ледниците заемат 3300 km2, 31% от площта му. В крайбрежните равнини е развита мъхово-лишейникова растителност на арктическите пустини.
Южното крайбрежие на остров Болшевик е открито на 21 август 1913 г. от полярната хидрографска експедиция възглавявана от руския хидрограф и полярен изследовател вицеадмирал Борис Вилкицки. От 1930 до 1932 г. руският геолог и полярен изследовател Георгий Ушаков, заедно с още трима сътрудници извършва детайлни географски, геоложки, хидрографски и картографски дейности на целия архипелаг Северна Земя, в т.ч. и на остров Болшевик.

## Национален атлас на Русия
- О-ви Северна Земя[2]